# Мыс Шмидта (Карское море)
Мыс Шмидта — мыс в Таймырском заливе Карского моря, расположенный в Таймырском районе Красноярского края России.
Открыт в 1901 году русской полярной экспедицией на яхте «Заря» под руководством Эдуарда Васильевича Толля. Назван по имени русского геолога, ботаника и палеонтолога академика Фёдора Богдановича Шмидта, который был председателем комиссии Академии наук по снаряжению данной экспедиции.